# IC 537
IC 537 — галактика типу S0-a (спіральна галактика) у сузір'ї Гідра.
Цей об'єкт міститься в оригінальній редакції індексного каталогу.